# 海原大地震
海原大地震，發生於1920年（民國九年）12月16日（農曆十一月初七）世界協調時12:06（陇蜀时间19:06），震央位於中華民國甘肃省海原县（今宁夏回族自治区中卫市海原县）。規模為矩震級Mw8.25，最大烈度达修訂麥加利地震烈度最強的12度。
據官方統計，約有234,117到273,400人死亡，主因是由於當地居民居住於窯洞內，因此難以抵受地震衝擊，死傷無數。繼嘉靖大地震及唐山大地震，此為中國自然災難史有記錄至今第三多人死亡的地震。僅在海原已造成超過73,604人死亡，二百公里內附近的縣城全被波及。

## 經過

### 先兆
據清朝文獻《固原縣志》及《朔方道志》記載，海原縣在震前已是一個經常發生地震的地方。在地震前夕，當地的收成與平時有極大差別，平年收成普通，但該年卻有大豐收。特產香水梨在果子未成熟時，再度開花結果。動物走出原先居住處，並不停地大叫及做出反常行為，此舉為普遍的地震的先兆。黃土崖倒塌。當地出現龍捲風及地震光，井水濺起。

### 地震一瞬
在協調世界時十二時六分五十三秒，即當地時間晚上七時六分五十三秒發生（當年採用隴蜀時間）。震央位於甘肅省海原縣西安州（北緯36.7，東經105.7度附近）、六盘山地区至乾鹽池湖一帶。波幅是後來1976年唐山大地震的十一倍能量，約為二億噸TNT炸藥的能量，全球九十六個地震观测站錄得此次地震，餘震維持三年時間。
地震波及最嚴重的是鄰近的二百公里範圍，包括海原縣、固原縣、隆德縣、西吉縣、靖遠縣、会宁縣、景泰縣，鄰近的陝西省的咸阳、西安等、新疆等地出現房屋倒塌，範圍達170萬平方公里。中國全國包括北平、上海、太原、重慶、廣州、汕頭等等城市亦有不同程度破壞，全國約四分一面積的人感受到震動。全世界的九十六個地震监测台站錄得這次地震，地震波繞地球六圈。

## 余震
由于年代久远，当时技术落后，本次地震在3个月内只检测到2次已知余震，如下表：
| 日期           | 时间（UTC） | 震级(Mw) | 坐标                                        | 深度(km) | 烈度(MMI,USGS) |
| -------------- | ----------- | -------- | ------------------------------------------- | -------- | -------------- |
| 1920年12月25日 | 11:33:20    | 7.0      | 37°14′35″N 105°28′26″E / 37.243°N 105.474°E | 15.0     | VII(7)         |
| 1920年12月28日 | 03:16:42    | 6.1      | 37°25′05″N 105°25′26″E / 37.418°N 105.424°E | 15.0     |                |

## 死傷
按當時官方的統計，在甘肅省內有234,117人死亡，震央海原73,604人死亡。二十三萬死亡數字只單計甘肅省內的數字，但地震所波及的地方不僅甘肅內，在鄰近的省市均有嚴重死傷，所以死亡人數仍有斟酌餘地。另外，傷亡數字，由於當地未有確實統訊，因此無從考究。這次地震是繼嘉靖大地震、2010年海地地震、2004年印度洋大地震及唐山大地震後，死傷數字為全球地震的第五大。
這次地震烈度被評定為十二級（XII），即最高級別，表示地震造成的破壞最大。由於地震造成了山崩及地裂，造成了滑坡現象，形成各式各樣的斷層，地形改變。當地居民住在黃土上，多以窯洞為居，由於黃土容易崩塌，所以災後海源各個村莊在地震後面目全非。因山崩滑坡，形成大大小小的堰塞湖。當年正值冬季，當地居民是生活在四千至六千英尺之上，部份倖存者後來是死於天氣嚴寒。

## 救援
當時甘肅省通訊網絡落後，只有簡陋的電話線網絡，難與外界接觸。北洋政府國務總理靳雲鵬遣的調查隊在四個月後才到達。

## 地質公園
2006年，中共宁夏回族自治区党委內部提出建立海原博物館的構想。後來，2007年，寧夏回族自治區人民政府批准建立“海源縣地震地質公園”，公園主要以地震遺跡為主要景觀，並申報國家級景點。海原地震的遺跡“在山走動的地方”為一直積極發展旅遊的海原再添一景。

### 引用
1. ↑  . Xinhua. 2012-12-16  [2025-03-29]. （原始内容存档于2013-01-11）.
2. ↑   (PDF). 地震学报. 2014: 1048,1050  [2021-05-24]. （原始内容存档 (PDF)于2021-05-24）. 本文直接采用1920年海原地震的矩震级Ｗ8.25
3. ↑  . earthquake.usgs.gov.   [2023-12-22]. （原始内容存档于2023-4-1）.
4. ↑  . earthquake.usgs.gov.   [2025-03-29]. （原始内容存档于2009-09-01） （英语）.
5. ↑  海原地震遗址需要有个“家” 寧夏分網 （页面存档备份，存于）
6. ↑  . paper.wenweipo.com.   [2025-03-29]. （原始内容存档于2014-03-06）.
7. ↑  中衛市海原縣旅遊資源綜合開發項目簡介 （页面存档备份，存于） 商務部